# He Ning
Dans ce nom chinois, le nom de famille, He, précède le nom personnel.
Pour les articles homonymes, voir HE.
He Ning est une gymnaste chinoise, née le 13 novembre 1990 à Ningbo, dans la province du Zhejiang.

## Biographie
Elle n'a pas pu participer aux Jeux olympiques de 2008 à Pékin, n'étant qu'en 7e position de la liste nationale au moment des sélections.
Elle s'est retirée après avoir remporté une médaille d'or aux barres asymétriques lors d'une étape de la Coupe du monde à Stuttgart en 2008.

## Palmarès

### Championnats du monde
- Aarhus 2006
  -  médaille d'or au concours général par équipes

- Stuttgart 2007
  -  médaille d'or au concours général par équipes

### Jeux asiatiques
- Doha 2006
  -  médaille d'or au concours général par équipes
  -  médaille d'or au concours général individuel
  -  médaille d'argent aux barres asymétriques